# Marianne Pierson-Piérard
Marianne Louise Mélisande Pierson-Pérard (Frameries, 9 juni 1907 – Brussel, 28 oktober 1981) was een Belgisch Franstalig schrijfster.

## Levensloop
Ze werd geboren in het literaire en politieke gezin van Louis Piérard, voor wie ze haar leven lang een grote liefde en bewondering koesterde.
Van haar geboorte tot in 1914 woonde het gezin afwisselend in Brussel en in Bergen.
In 1914 volgde de uittocht naar Nederland. Begin 1918 reisden moeder en de drie dochters via Engeland naar Frankrijk, waar de vader zich als oorlogscorrespondent bevond. Ze zette haar studies verder in een lyceum in Saint-Cloud. Na 1918 voltooide ze haar humaniora in het rijkslyceum van Sint-Gillis.
Van 1919 tot 1926 vergezelde ze vaak haar vader op zijn talrijke reizen. In 1926 schreef ze zich in aan de faculteit letteren van de ULB, waar ze alleen de kandidaturen voltooide.
In 1931 trouwde ze met Marc-Antoine Pierson (1907-1988) en ze kregen een zoon en een dochter.
Vanaf 1938 begon ze aan de regelmatige publicatie van romans en essays.
In 1956 volbracht ze een lange reis door China, wat stof opleverde voor verschillende boeken.
Ze was de eerste om na de Tweede Wereldoorlog de aandacht te vestigen op de literaire kwaliteiten van de vergeten Neel Doff, die later bekend werd als Keetje Tippel.

## Prijzen
Marianne Pierson-Piérard ontving verschillende literaire prijzen:
- Prix du Brabant voor Milie (1938)
- Prix Marguerite Van de Wiele voor Dora (1951)
- Prix de la Société des Gens de lettres voor Entre hier et demain (1967)
- Prix Maurice Malherbe voor Entre hier et demain (1967)
- Prix Félix Denayer voor Les cloches d'Ostende (1970)
- Prix Charles Plisnier voor La vie passionnée de Katherine Mansfield (1979)
- Prix Katherine Mansfield voor La nuit de Verdun (1981) uit de bundel D'enfance et d'ailleurs

## Publicaties

### Romans en novellen
- Nous ou Le député Piret dans ses terres, roman (geschreven samen met Marc-Antoine Pierson), Brussel, Office de publicité, 1936.
- Milie, roman, Brussel, Labor, 1938.
- Inconstances, roman, Parijs,Corrêa, 1946.
- Dora, roman, Brussel, Labor, 1951.
- Les beaux étés. Histoires sans lendemain. Met illustraties van Ange Rawoe. Brussel, Aux éditions du chat qui pêche, [1954] (3 novellen).
- Le tour de soi-même, roman, Parijs, Debresse, 1957.
- La rose amère, roman, Brussel, La renaissance du livre, 1963.
- Un petit mas au pied des Alpilles, roman, Brussel, Audace, 1963.
- Plages, novellen, Brussel, Éd. du large,1964.
- La rosa amara, roman, Rome, Fazzi editore, 1966.
- Entre hier et demain, roman, Parijs, Stock, 1967.
- Les cloches d'Ostende, novellen, Brussel, Louis Musin, 1970.
- Oslo au mois d'août, roman, Nijvel, La Francité, 1971.
- La dernière journée, novellen, Parijs, Librairie Saint-Germain-des-Prés, 1974.
- Le premier été sans Fabienne, roman, Brussel, Labor, 1975.
- Être et avoir été, novellen, Sherbrooke (Québec), Antoine Naaman, 1977.
- D'enfance et d'ailleurs, novellen, Brussel, Louis Musin, 1978.

### Essays
- La Chine à bâtons rompus, Brussel, Vermaut, 1957.
- Neel Doff par elle-même, Brussel, Esseo-Ontwikkeling, 1964.
- Maud Frère, Brussel, Pierre de Méyère, 1966.
- Trois cent trente-deux lettres à Louis Piérard, précédées de Mémoires intérieurs, Parijs, Minard, 1971.
- La vie passionnée de Katherine Mansfield, Brussel, Labor, 1979.

### Theater
- La Frangimani, Brussel, Labor, 1960.

### Vertalingen
- Langston Hughes, Poèmes, Brussel, Le flambeau, 1930.
- John Latouche en André Cauvin, Congo, Brussel/Amsterdam, Elsevier, 1949.